# Tajimi

Tajimi (多治見市 Tajimi-shi?) este un municipiu din Japonia, prefectura Gifu.